# Attentat du 18 octobre 2007 à Karachi
Pour les articles homonymes, voir Attentat à Karachi.
L’attentat du 18 octobre 2007 à Karachi ou l'attentat de Karsaz est un double attentat-suicide dirigé contre l'ancienne première ministre et cheffe du PPP, Benazir Bhutto. 
C'est le plus meurtrier attentat à la bombe de l'histoire du Pakistan avec au moins 180 morts et 500 blessés,,,,, en grande partie des partisans de la politicienne.
L'attentat n'a pas réussi à atteindre Benazir Bhutto qui était revenue au pays le jour même pour participer aux élections législatives.

## Déroulement

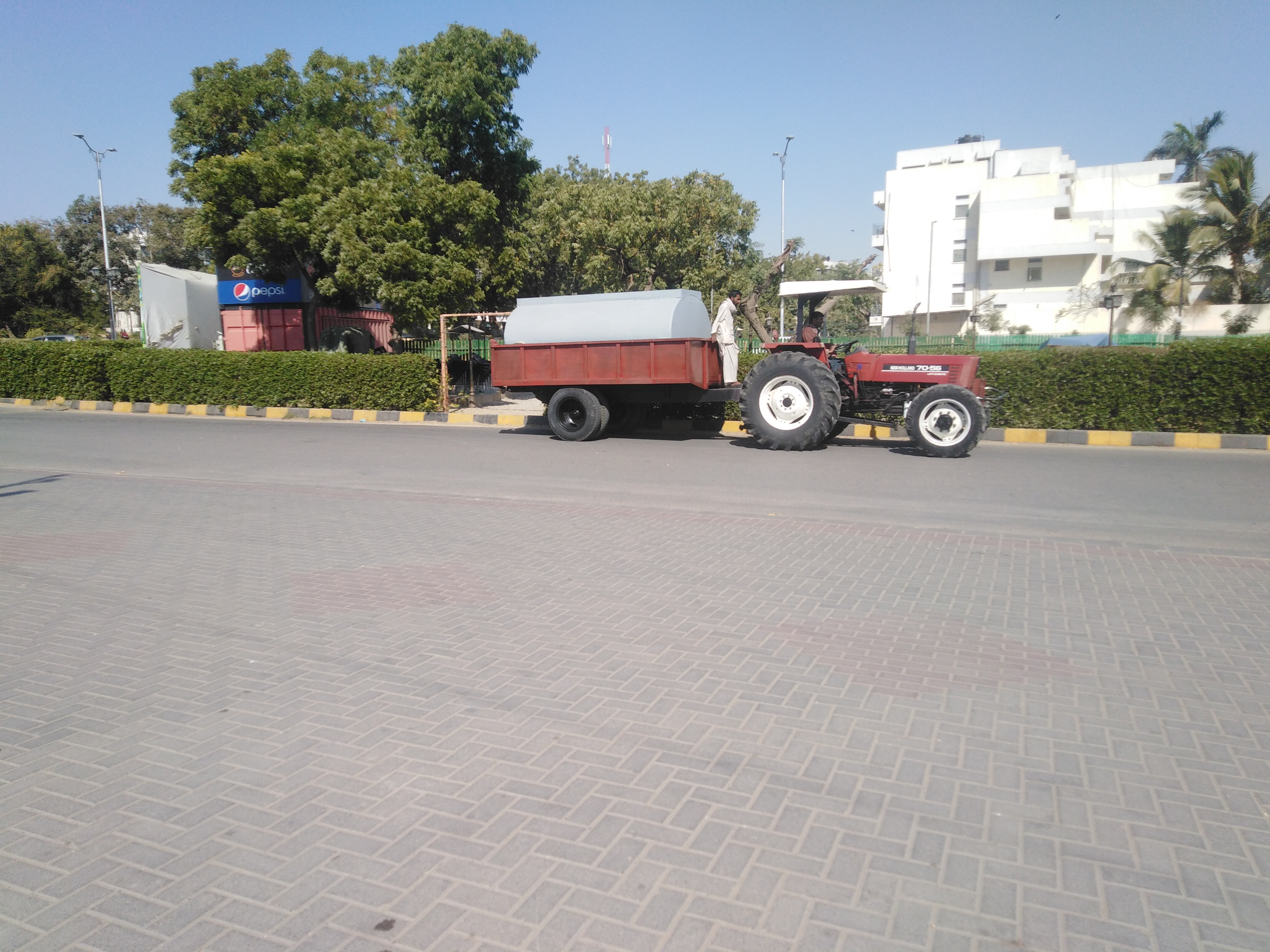
Vue du quartier de Karsaz à Karachi, où s'est produit l'attaque.

Le 18 octobre 2007, Benazir Bhutto est de retour au Pakistan après un exil de près de neuf années. Voyageant à bord d'un avion civil de la Pakistan International Airlines, elle atterrit à l'aéroport international Jinnah de Karachi et est accueillie par une foule importante. Bien conscient des risques terroristes, le Parti du peuple pakistanais (PPP) a organisé un important dispositif de sécurité, surtout composé de miliciens du parti et de membres de la police du Sind. Important membre du PPP, Zulfiqar Mirza établit des contacts avec d'anciens officiers de police et du renseignement pour organiser au mieux l'évènement, et ceux-ci craignent notamment des tirs de snipers. 
Benazir Bhutto se tient, avec une importante partie des membres du comité central du PPP, sur le toit d'un camion, accompagnée de milliers de sympathisants. Le cortège se dirige lentement et dans la liesse vers la résidence des Bhutto, la Bilawal House. Dans la soirée, une première explosion se produit à proximité du convoi, tuant des dizaines de personnes. Une scène de panique, filmée par la télévision pakistanaise, s'ensuit, et un second kamikaze tente de profiter de la confusion pour se rapprocher davantage du camion. L'équipe de sécurité demande alors à Benazir Bhutto et aux autres figures de PPP de rester en haut du camion et la chaine humaine l'entourant est doublée par les rescapés de la première attaque. Ne pouvant s'approcher davantage, le second kamikaze déclenche une nouvelle explosion plus puissante en face du cordon de sécurité, tuant de nouveau des dizaines de personnes. Benazir Bhutto est ensuite transférée dans son véhicule blindé et évacuée vers la Bilawal House.

## Bilan

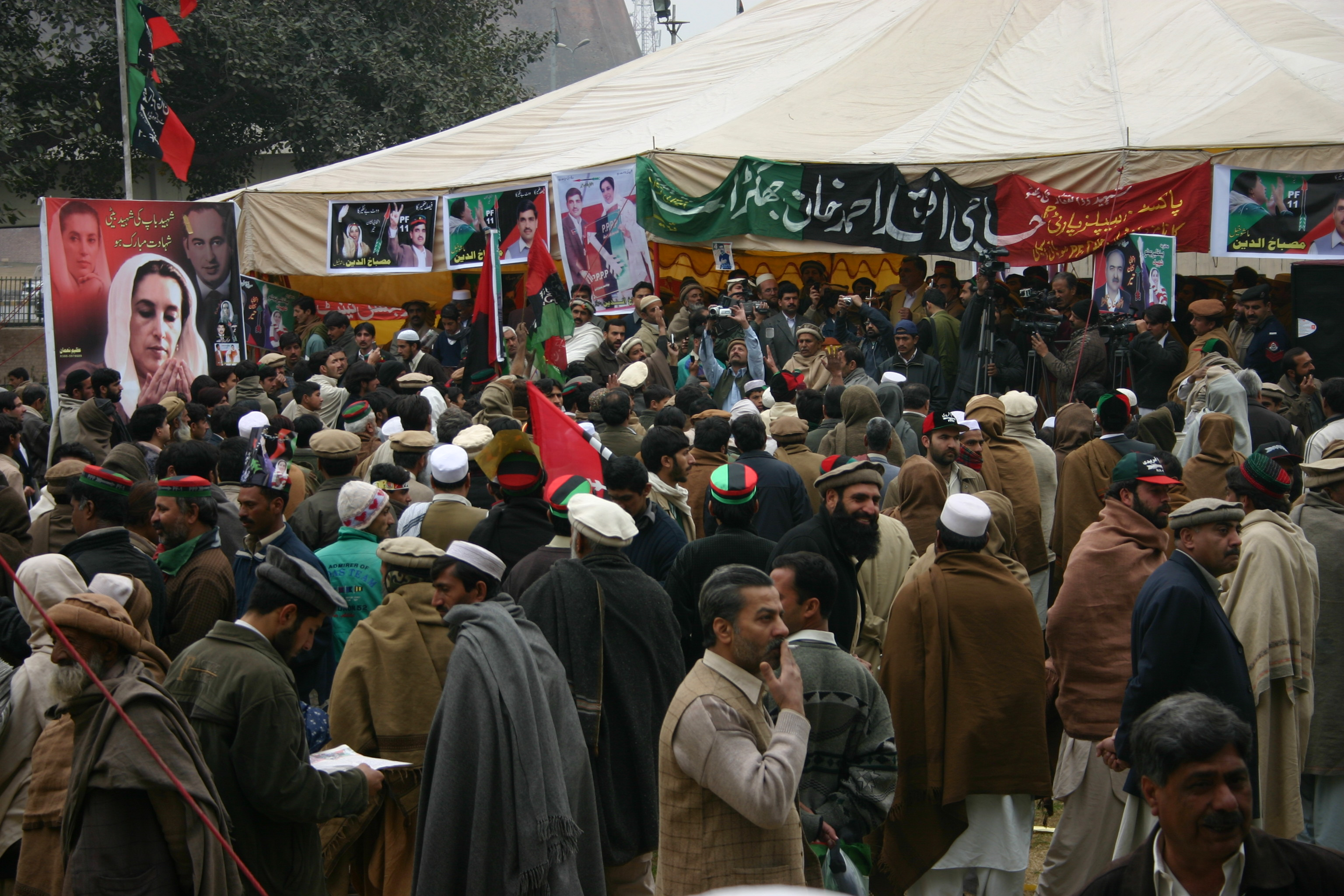
Militants du PPP le 6 février 2008 à Peshawar.

## Suites
Cet attentat, qui manque Benazir Bhutto, est suivi le 27 décembre d'une nouvelle tentative qui voit, cette fois-ci, sa cible atteinte avec l'assassinat de la femme politique.